# Ко Самуи
Ко Самуи (на тайски: เกาะสมุย) е остров край източното крайбрежие на провлака Кра, Тайланд. Географски разположен в архипелага Чумпхон, той е част от провинция Сурат Тани, въпреки че към края на 2012 година му е предоставен статут на община и се самоуправлява. Ко Самуи е вторият по големина остров в Тайланд след остров Пукет и има площ 228,7 km2,население от 63 000 жители. Островът е популярна туристическа дестинация с разнообразието си от пясъчни плажове, коралови рифове и кокосовите палми.

## Климат
Ко Самуи има тропически саванен климат по Копеновата класификация. Действителният сух сезон продължава едва месец, като средната стойност на валежите през февруари е под 60 mm. Климатът е топъл и влажен през цялата година. В сравнение с Пукет и по-голямата част от Южен Тайланд времето на Ко Самуи е относително сухо (1960 mm валежи годишно). Докато на Пукет дъждовният сезон продължава 6 – 8 месеца, на Ко Самуи има само два месеца с валежи над 212 mm. Най-дъждовните месеци са октомври и ноември.

## Галерия
- Заливът Бо Пут.
- Изгрев на о. Самуи.
- Паркът Анг Тонг.
- Автомобилен път на острова.